# Teoria Big Bang
The Big Bang Theory (în română Teoria Big Bang) este un sitcom american, creat și regizat de Chuck Lorre și Bill Prady, care a avut premiera pe CBS pe 24 septembrie 2007. În România, serialul a fost difuzat de Comedy Central România.

## Rezumat
În serial sunt prezenți doi bărbați, de 25 de ani, angajati ai Institutului de Tehnologie din California, unul un fizician experimental (Leonard Hofstadter), iar celălalt un fizician teoretician (Sheldon Cooper), care locuiesc vizavi de o chelneriță blondă atractivă cu aspirații de vedetă (Penny).
Pentru crearea situațiilor comice, inteligența lui Leonard și Sheldon este contrastată cu abilitățile sociale și bunul simț al lui (Penny). Alți doi prieteni, la fel de tocilari  ca ei, Howard Wolowitz și Rajesh Koothrappali, sunt, de asemenea, personaje principale. Serialul a fost produs de Warner Bros. Television și Chuck Lorre Productions.

## Personaje principale

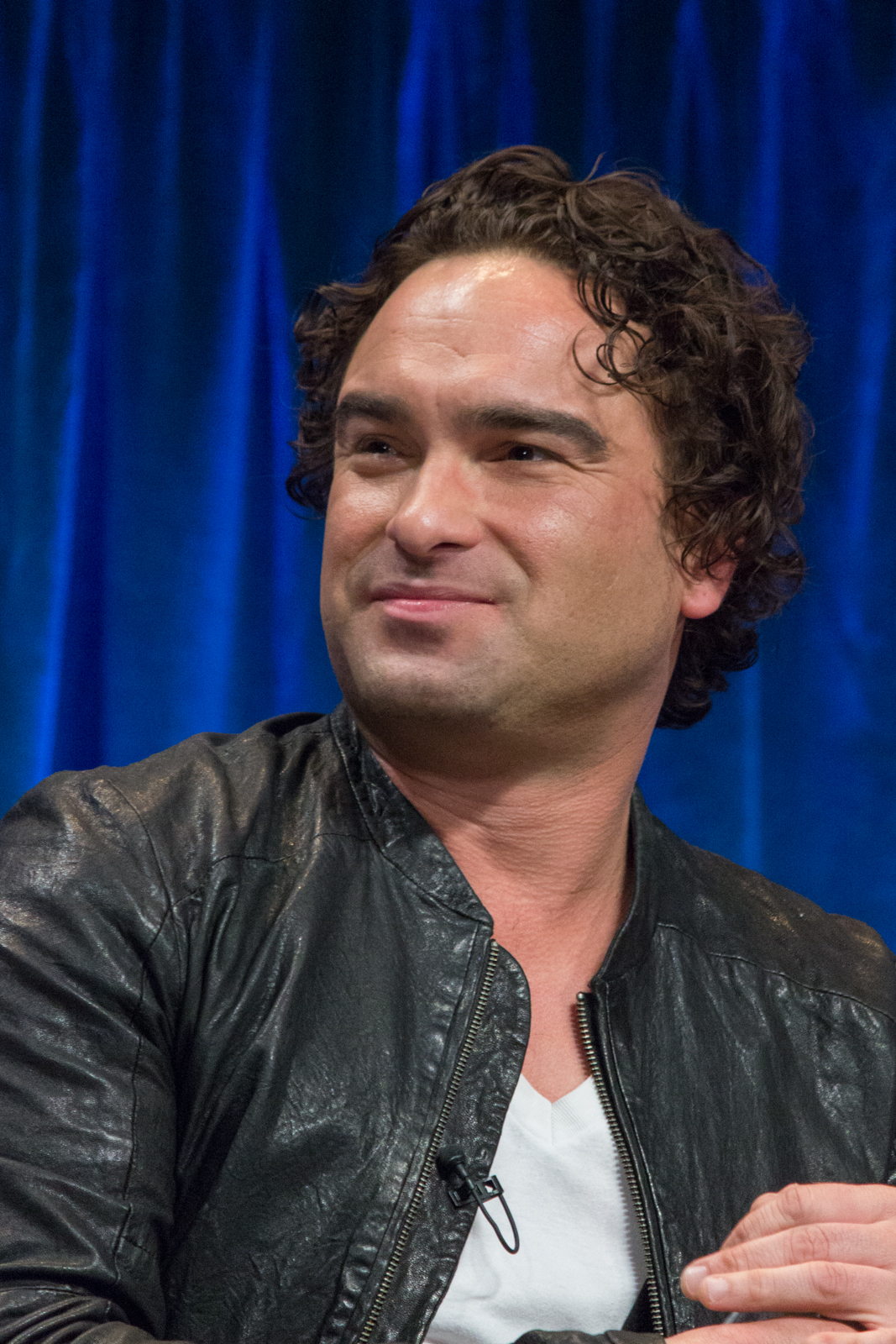
Johnny Galecki
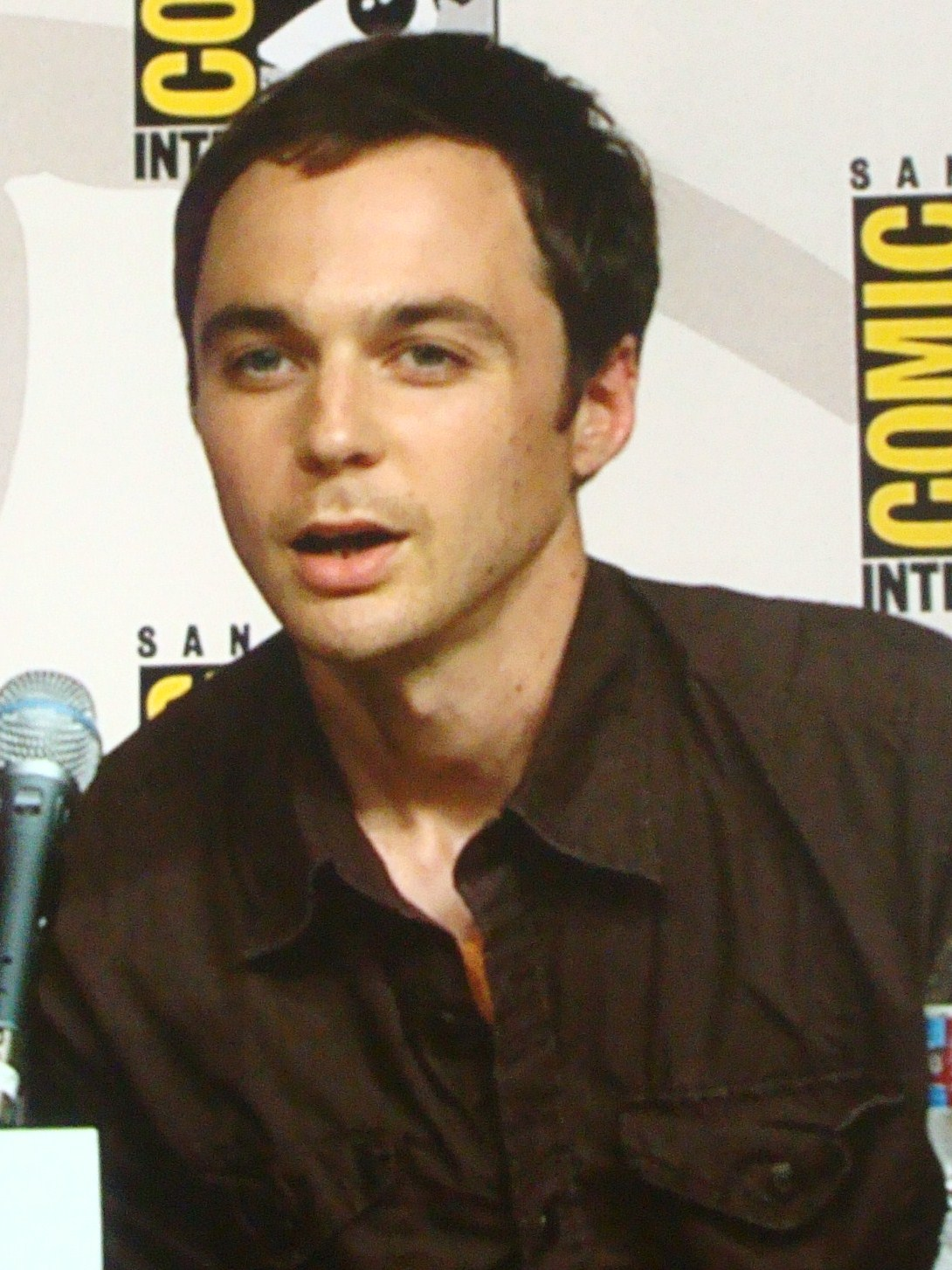
Jim Parsons
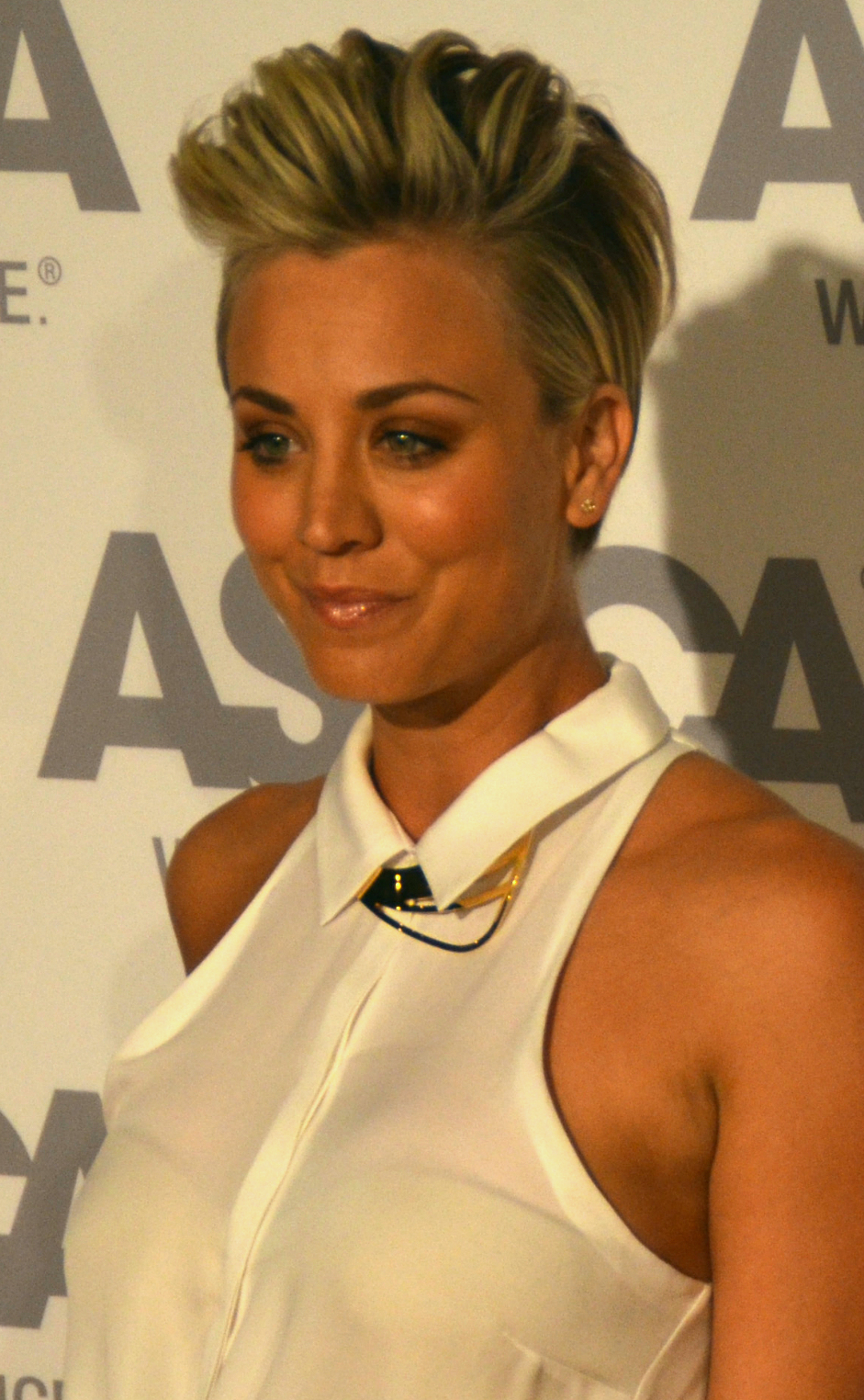
Kaley Cuoco
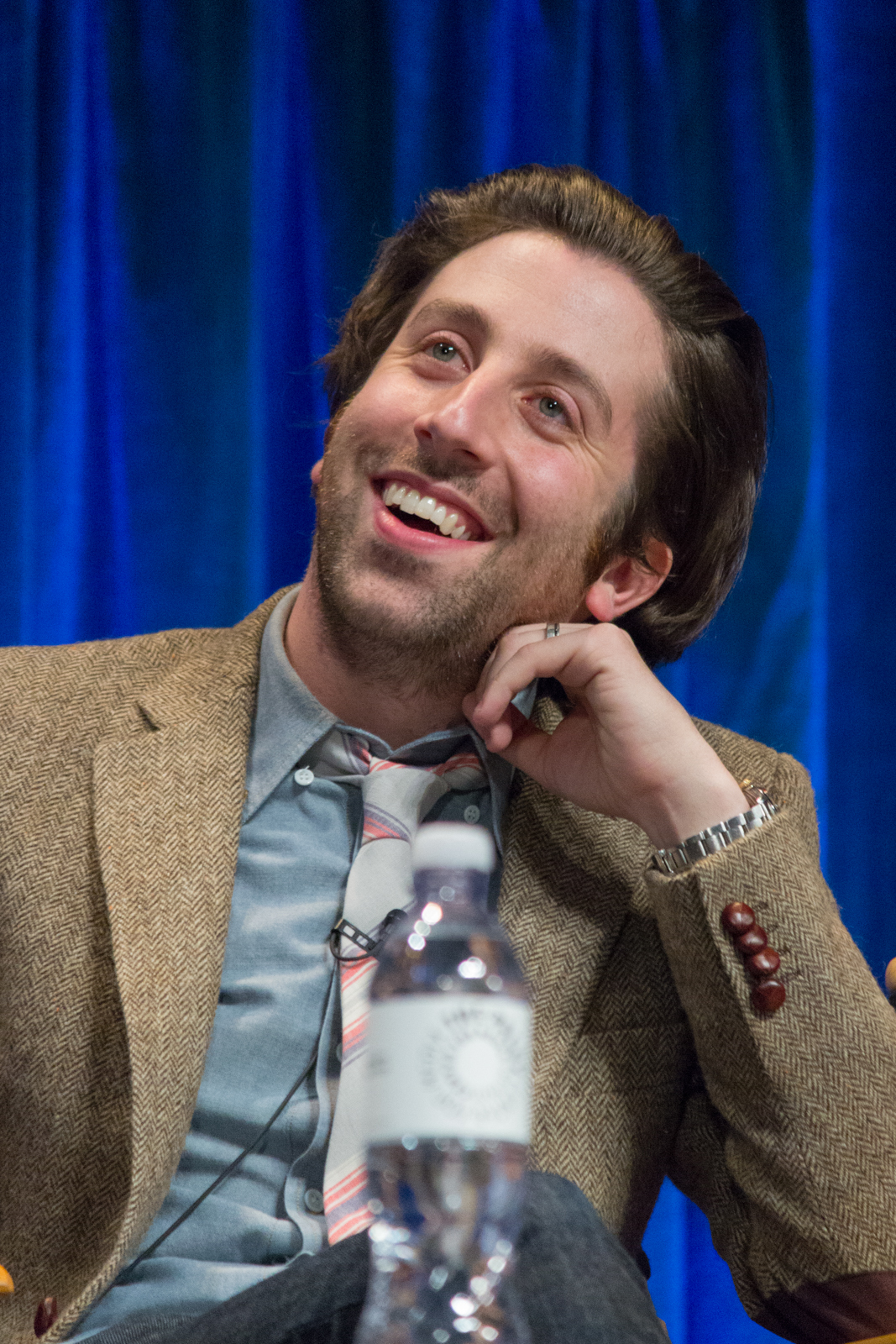
Simon Helberg
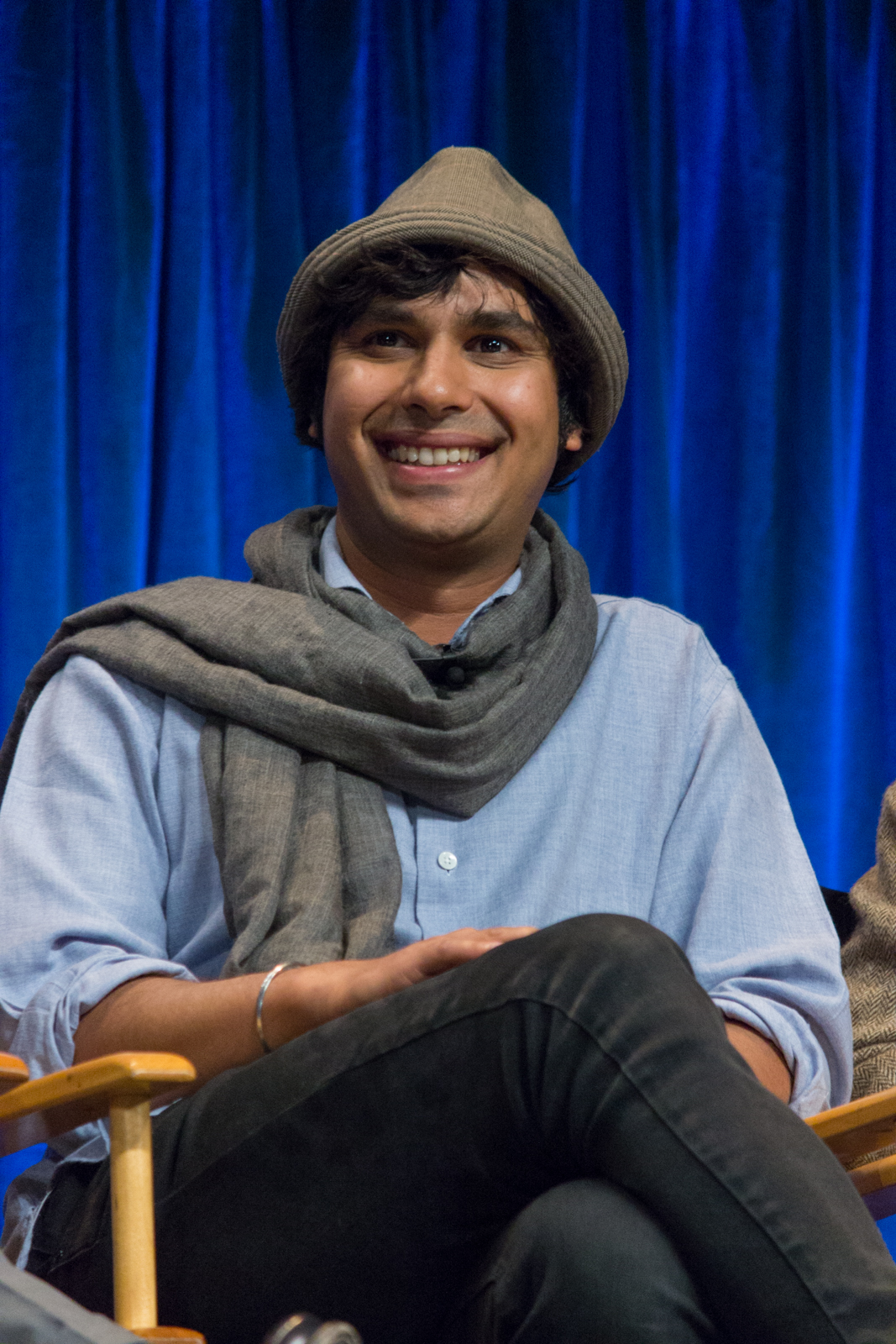
Kunal Nayyar
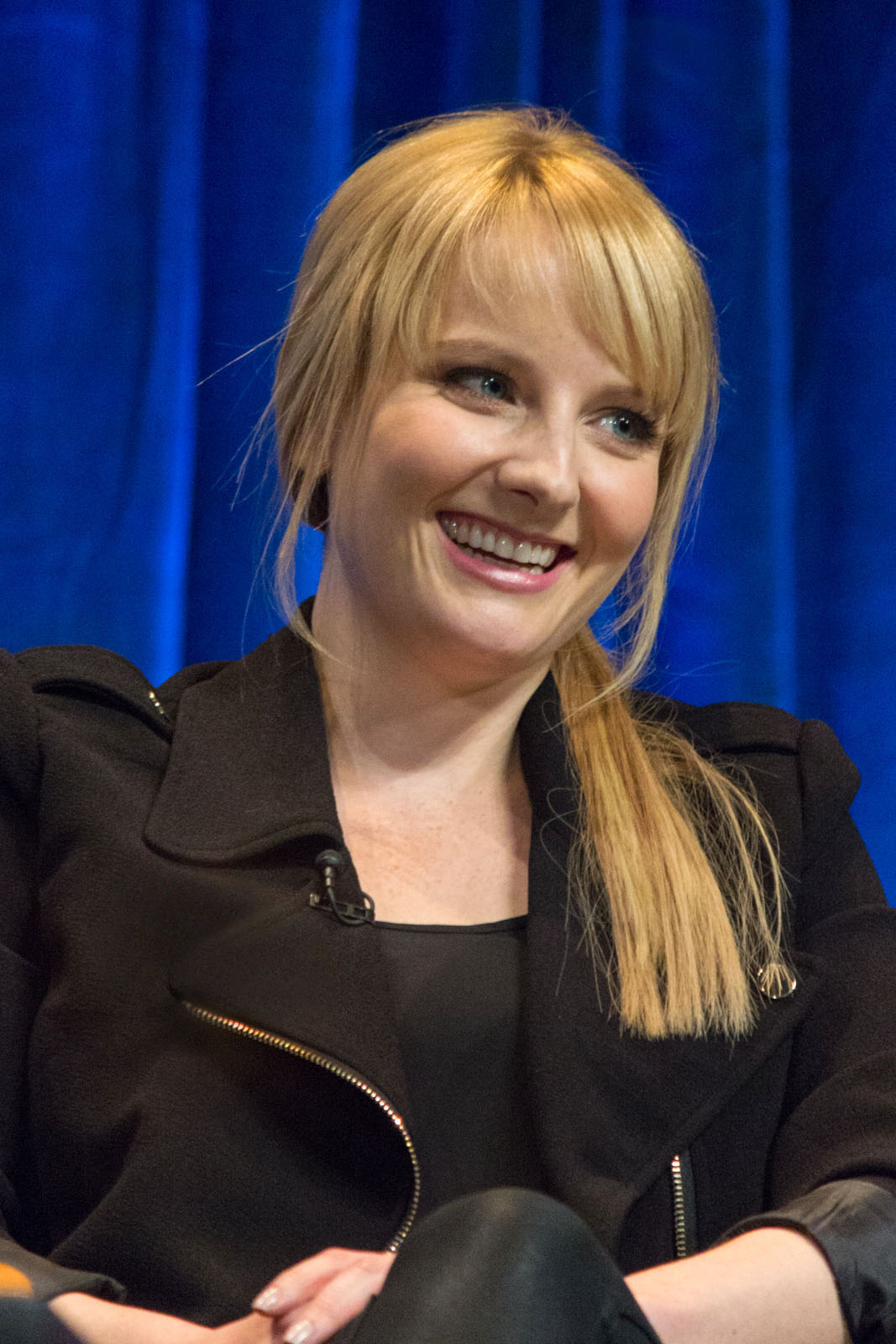
Melissa Rauch
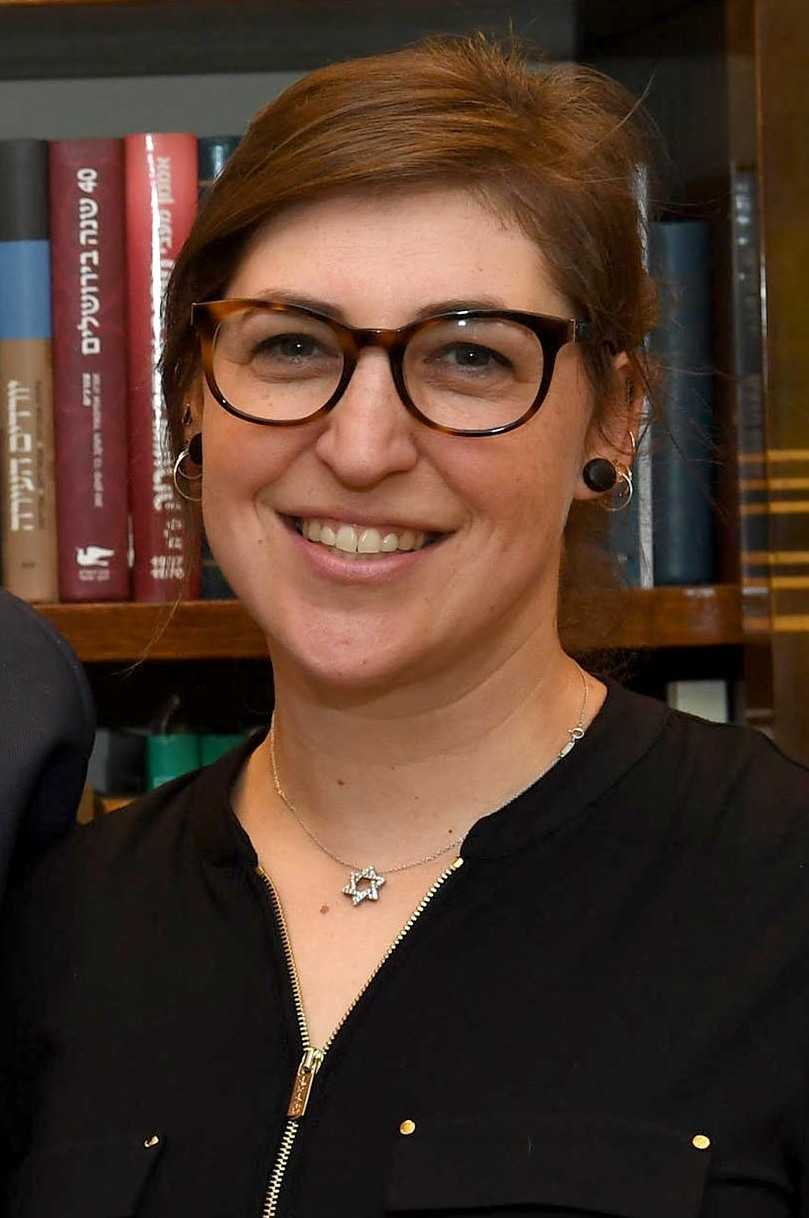
Mayim Bialik

- Johnny Galecki ca Leonard Leakey Hofstadter, Ph.D.
- Jim Parsons ca Sheldon Lee Cooper, Ph.D.
- Kaley Cuoco ca Penny
- Simon Helberg ca Howard Wolowitz, M.Eng.
- Kunal Nayyar ca Rajesh Koothrappali, Ph.D.
- Sara Gilbert ca Leslie Winkle, Ph.D. (personaj episodic după sezonul 1)[7][8]
- Sara Rue ca Dr. Stephanie Barnett (personaj episodic în sezonul 2)[9]

## Tema muzicală de început
Barenaked Ladies au scris și înregistrat melodia, care descrie dezvoltarea universului de la începutul timpului. Pe 9 octombrie 2007 a fost lansată o versiune completă (de 1 minut și 45 secunde) a cântecului.